# Sowulo
Sowulo je šestnáctá runa germánského futharku prostého. Vyslovuje se jako české S. Její název je překládán jako „slunce“. Runa oslavuje zdroj světla a tepla, který byl jedním z nejdůležitějších objektů všech starověkých náboženství. Sowulo je jedna z nejpozitivnějších run vůbec, v jejím popisu stojí ochrana, pozitivní síla, vítězství, sláva. Runa je však natolik mocná, že může člověka zcela zahltit. Padne-li Sowulo při věštění, signalizuje životní sílu, dobré zdraví a další pozitivní podmínky budoucího štěstí. Runa má vztah k Baldrovi.
Od roku 1929 nacistické Německo používalo runu ve zdvojeném variantním provedení jako symbol jednotek SS (ᛋᛋ). Nejednalo se o jediný runový symbol, který byl tímto režimem zneužit.
| Germánský futhark prostý | Germánský futhark prostý | Germánský futhark prostý | Germánský futhark prostý | Germánský futhark prostý | Germánský futhark prostý | Germánský futhark prostý | Germánský futhark prostý | Germánský futhark prostý | Germánský futhark prostý | Germánský futhark prostý | Germánský futhark prostý | Germánský futhark prostý | Germánský futhark prostý | Germánský futhark prostý | Germánský futhark prostý | Germánský futhark prostý | Germánský futhark prostý |
| ------------------------ | ------------------------ | ------------------------ | ------------------------ | ------------------------ | ------------------------ | ------------------------ | ------------------------ | ------------------------ | ------------------------ | ------------------------ | ------------------------ | ------------------------ | ------------------------ | ------------------------ | ------------------------ | ------------------------ | ------------------------ |
| Freyův aett              | Fehu                     | Fehu                     | Uruz                     | Uruz                     | Thurisaz                 | Thurisaz                 | Ansuz                    | Ansuz                    | Raido                    | Raido                    | Kaunaz                   | Kaunaz                   | Gebo                     | Gebo                     | Wunjo                    | Wunjo                    |                          |
| Hagalaz aett             | Hagalaz                  | Hagalaz                  | Nauthiz                  | Nauthiz                  | Isa                      | Isa                      | Jera                     | Jera                     | Eihwaz                   | Eihwaz                   | Pertho                   | Pertho                   | Algiz                    | Algiz                    | Sowulo                   | Sowulo                   |                          |
| Týrův aett               | Teiwaz                   | Teiwaz                   | Berkana                  | Berkana                  | Ehwaz                    | Ehwaz                    | Mannaz                   | Mannaz                   | Laguz                    | Laguz                    | Inguz                    | Inguz                    | Othila                   | Othila                   | Dagaz                    | Dagaz                    |                          |